# Осим, Амар
Амар Осим (босн. Amar Osim; род. 18 июля 1967, Сараево) — боснийский футболист и футбольный тренер.

## Биография
Амар Осим родился и вырос в Сараево. Сын известного югославского футболиста Ивицы Осима. Футбольную карьеру начал в «Желєзничаре», сначала играя в молодёжной команде. С 1986 года выступал в основном составе. В 1991 году он переехал во Францию, где играл в клубах низших дивизионов — SR «Saint-Dié» и ASPV «Strasbourg». В 1996 году он вернулся на родину, проведя один сезон за «Желєзничар».
В 2001 году Амар Осим стал тренером «Желєзничара». С командой он выиграл два национальных чемпионата в сезонах 2000/01 и 2001/02, а также два национальных кубка в 2001 и 2003 годах.
Потом перебирается в Японию, где вместе с отцом тренировал команду «ДЖЕФ Юнайтед Итихара Тиба». Под его руководством в 2006 году «ДЖЕФ Юнайтед» выиграл Кубок Джей-лиги. Однако уже в 2007 году его увольняют за неудовлетворительные результаты.
В 2009 году Амар Осим снова стал тренером «Железничара», выиграв с ним три чемпионата Боснии и Герцеговины и два национальных кубка в 2011 и 2012 годах. В 2014 году переехал в Катар, где в 2016 году работал тренером команды «Аль-Харитият».
В 2018 году он возвращается у «Железничар».

## Достижения

### Тренер
- Чемпион Боснии и Герцеговины (5): 2000/01, 2001/02, 2009/10, 2011/12, 2012/13
- Обладатель Кубка Боснии и Герцеговины (4): 2000/01, 2002/03, 2010/11, 2011/12
- Обладатель Суперкубка Боснии и Герцеговины (1): 2001

Кубок Джей-лиги
- Кубок Джей-лиги (1): 2006